# Berdychów (Jasienna)
Berdychów – przysiółek wsi Jasienna w Polsce, położona w województwie małopolskim, w powiecie nowosądeckim, w gminie Korzenna.
W latach 1975–1998 miejscowość administracyjnie należała do województwa nowosądeckiego.